# Audi A2
L'Audi A2 est une voiture de petit gabarit dont la particularité est d'avoir une carrosserie ainsi qu'une structure entièrement en aluminium, qui lui assure un risque de corrosion nul, un poids raisonnable (895 à 1 070 kg selon la motorisation et l'équipement) pour un espace intérieur généreux à 4 places.
Son prix de base à sa sortie en France en juillet 2000, 129 900 francs soit environ 19 800 euros, est en revanche important et correspond à l'époque au niveau de prix d'une Audi A3, pourtant d'une meilleure finition. Les ventes en France ayant du mal à décoller, Audi baisse fortement les tarifs au 1er mars 2001, le prix de base étant alors 115 400 francs soit environ 17 600 euros.
Il existe une version semi sportive de luxe avec moteur essence à injection directe, l'Audi A2 FSI 1,6 litre de 110 ch. Contrairement au moteur essence de 1,4 litre de 75 ch, celui-ci ne tolère pas le supercarburant E10 contenant jusqu'à 10% d'éthanol.

## Historique du modèle

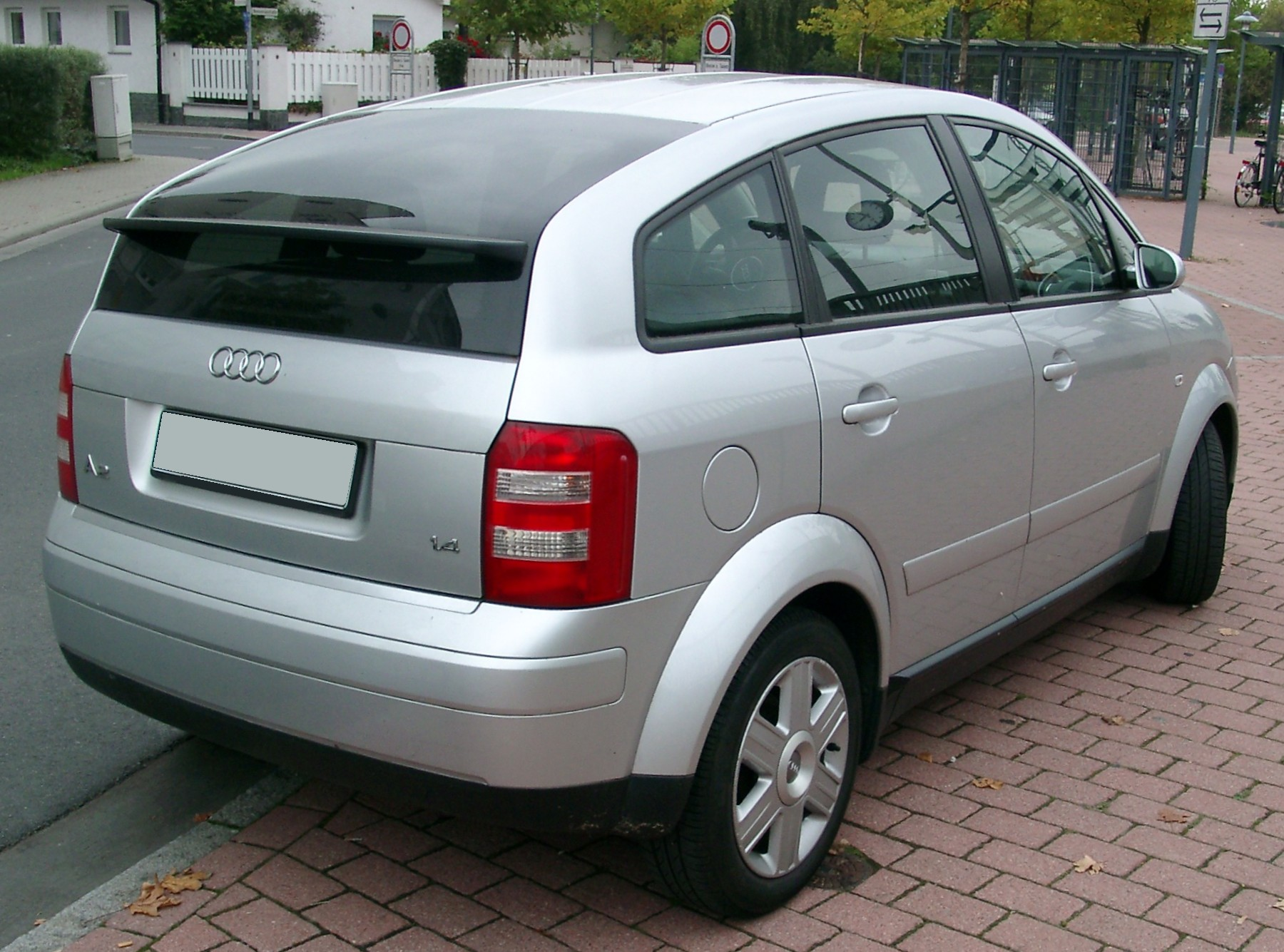
Vue arrière

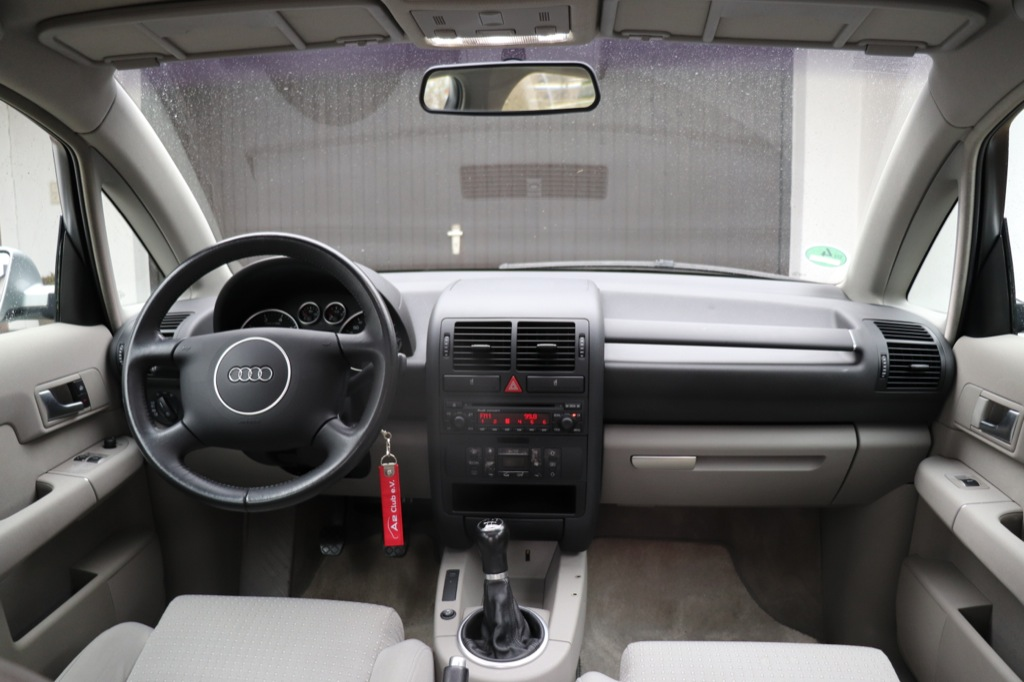
Tableau de bord

Dès 1996, Stefan Sielaff (en) a assumé la responsabilité du projet pour les concept cars Al₂ Light Green et Al₂ open end Light Blue. Avec Luc Donckerwolke, responsable de l'aspect extérieur, il a conçu un show car pour le Salon de l'automobile de Francfort-sur-le-Main (IAA) de 1997. L'Al₂, le nom des deux études, était destinée à transmettre une nouvelle sensation d'espace et de légèreté grâce à l'utilisation de pièces en plastique transparent et d'aluminium. Les deux versions avaient une ligne de toit basse et un pare-brise s'étendant loin vers l'avant.
La production en série de l'Audi A2 a commencé avec la présentation du prototype prêt à rouler à l'IAA en 1999. Comme cela avait déjà été décidé avant la présentation des voitures d'exposition, l'extérieur du modèle de production était similaire aux études. Surtout, «l'expression faciale» considérablement modifiée était basée sur d'autres modèles Audi de l'époque. En 2002, les principaux designers, Peter Schreyer (en) et Gerd Pfefferle, ont reçu le prix de design allemand pour le travail de conception des A2 et A4 de 2e génération.
En 2003, le véhicule a reçu un lifting, qui a été présenté à l'IAA.

## A2 TDI 3L

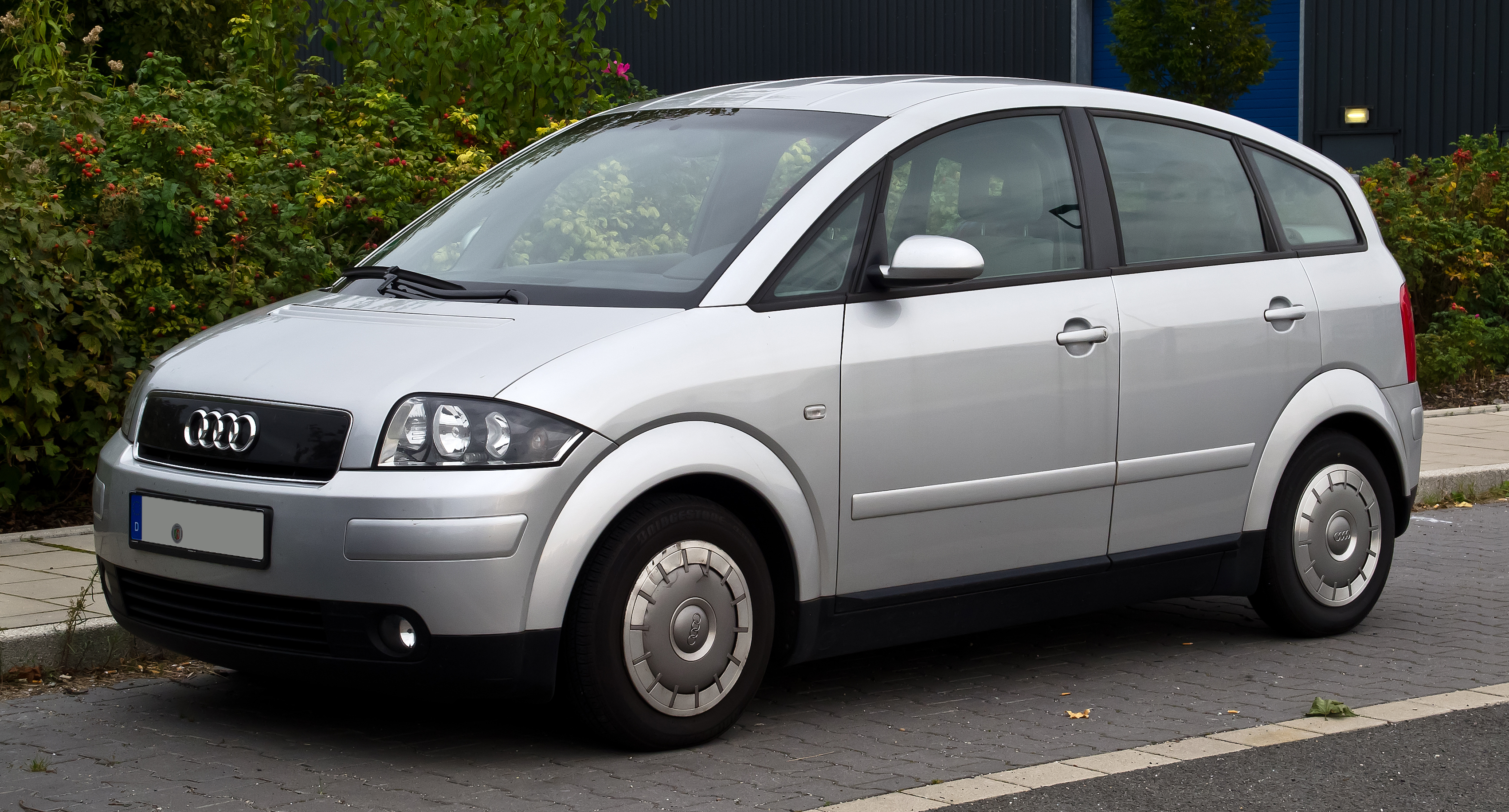
Audi A2 TDI 3L.

Cette voiture propose une version économique baptisée 1.2 TDI 3L et elle se distingue des autres Audi A2 par de nombreuses caractéristiques, entre autres une boîte manuelle pilotée par commande hydraulique et à rapports allongés, un système de stop/start automatique, des pneus à faible résistance au roulement etc., ne consommant (selon le cycle d'homologation) que 3 litres aux cent kilomètres. L'émission de CO2 n'est alors que de 81 g/km.
Comme dans la Volkswagen Lupo 3L avec le même moteur, la boîte de vitesses automatisée est actionnée hydrauliquement via un sélecteur de vitesse. L'unité de commande est programmée pour changer de vitesse le plus tôt possible. En mode Eco, commutable, l'accélérateur passe automatiquement en roue libre afin qu'aucune énergie ne soit perdue par le frein moteur. De plus, quand le système d'arrêt-démarrage automatique est activé, il qui coupe le moteur après quatre secondes d'arrêt. Lors du passage en mode automatique, le système passe automatiquement en mode éco, qui active également une gestion moteur plus économique avec une puissance maximale de 33 kW. Cependant, il est possible de changer de vitesse manuellement à l'aide de la grille de changement de vitesse Tiptronic.
Pour des raisons de poids, le châssis est en partie en aluminium et plus compact; les sièges arrière sont légers et non divisibles; le réservoir ne peut contenir que 20 litres de carburant; le toit panoramique Open-Sky, la climatisation et d'autres options supplémentaires qui sont autrement disponibles ne sont pas disponibles dans cette variante. À partir de l'année modèle 2003, la climatisation, les sièges chauffants et d'autres caractéristiques d'équipement ont été intégrées dans le lifting.
Pour réduire la consommation de carburant de l'A2 TDI 3L, Audi l'a équipé de série de jantes en alliage aluminium-magnésium particulièrement légères et de pneumatiques 145/80 R14 à faible roulis - une résistance à l'air supplémentaire a également été installée, améliorant ainsi la résistance à l'air du véhicule - surtout, la résistance à l'air réduite des pneus relativement étroits contribue de manière significative à réduire la résistance à l'air globale par rapport aux autres variantes de l'A2. En raison de son faible poids et de sa forme profilée, la voiture a longtemps été la seule voiture cinq portes avec une consommation standard de 2,99 l aux 100 km produite en série (jusqu'à l'apparition de la Citroën C3 / Peugeot 208 BlueHDi 100 en 2014 ou 2015, soit environ 15 ans plus tard). Avec un coefficient de traînée (Cx) de 0,25, l'Audi A2 TDI 3L occupait une place de choix dans le classement des véhicules de série lors de sa production.
Le moteur TDI de 1.2 L est conforme à la norme antipollution Euro 3. En Allemagne, il est possible de convertir ce véhicule en D4 puis, sans installer de filtre à particules, d'obtenir la vignette verte pour toutes les zones environnementales. Le filtre à particules n'était pas encore disponible lors de la construction du véhicule, mais il est disponible depuis 2010 et entraîne l'attribution de l'autocollant vert pour toutes les zones environnementales. En Allemagne, le véhicule était exonéré de la taxe sur les véhicules jusqu'au 31 décembre 2005. En raison, également, du prix d'achat élevé, seulement un peu moins de 6 500 exemplaires de ce véhicule ont été fabriqués.

## Carrosserie
L'Audi A2, à l'exception du modèle avec moteur TDI de 1.2 L, est généralement sobre grâce à une très bonne aérodynamique avec un Cx de 0,28 et une surface frontale de 2,20 m2, la variante avec une consommation de 3L aux 100 km à un coefficient de traînée de 0,25. La charge utile est de 361 kg (avec le moteur TDI de 1,4 L).
L'A2 offre un espace intérieur relativement modulable: les deux sièges individuels arrière sont rabattables (le dossier formant un plancher plat avec le double fond de chargement du coffre), repliables (formant un plancher plat du dossier des sièges avant jusqu'au seuil du coffre) et complètement amovibles facilement. Le hayon s'étendant jusqu'à l'aplomb des portes arrière, l'accessibilité au coffre est très bonne. Le volume de coffre est un record pour la catégorie des citadines avec 390 litres sous plage arrière, 780 l mesurée jusqu'au bord inférieur de la vitre et après dépose des sièges arrière, le volume du coffre passe à 1 140 l. Le seuil de chargement est à 68,5 cm au-dessus du sol.

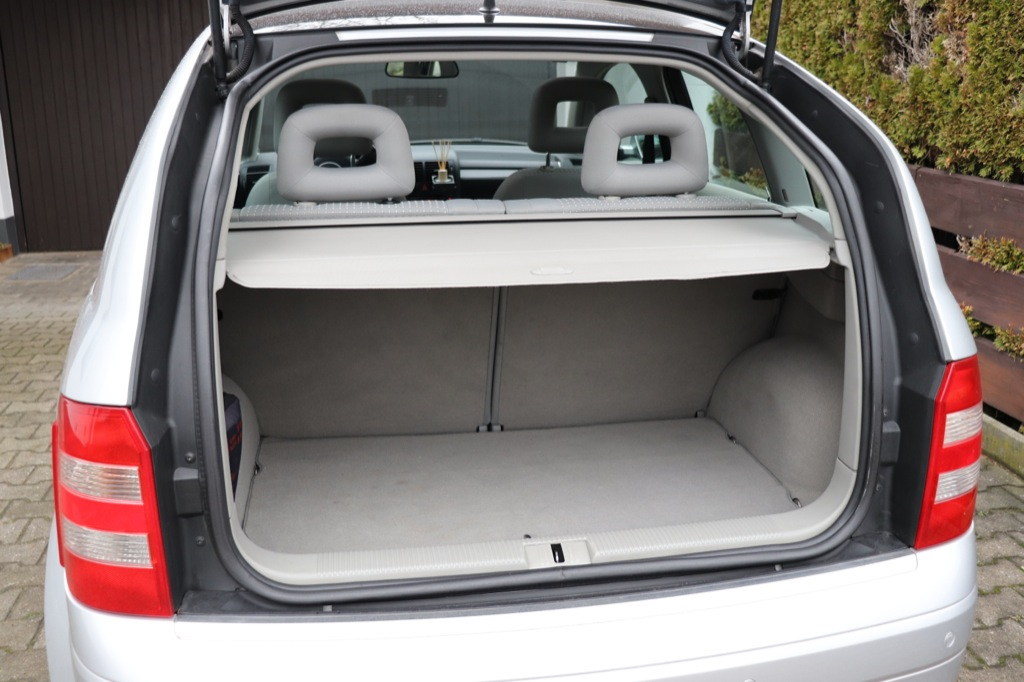
Coffre avec double plancher de chargement
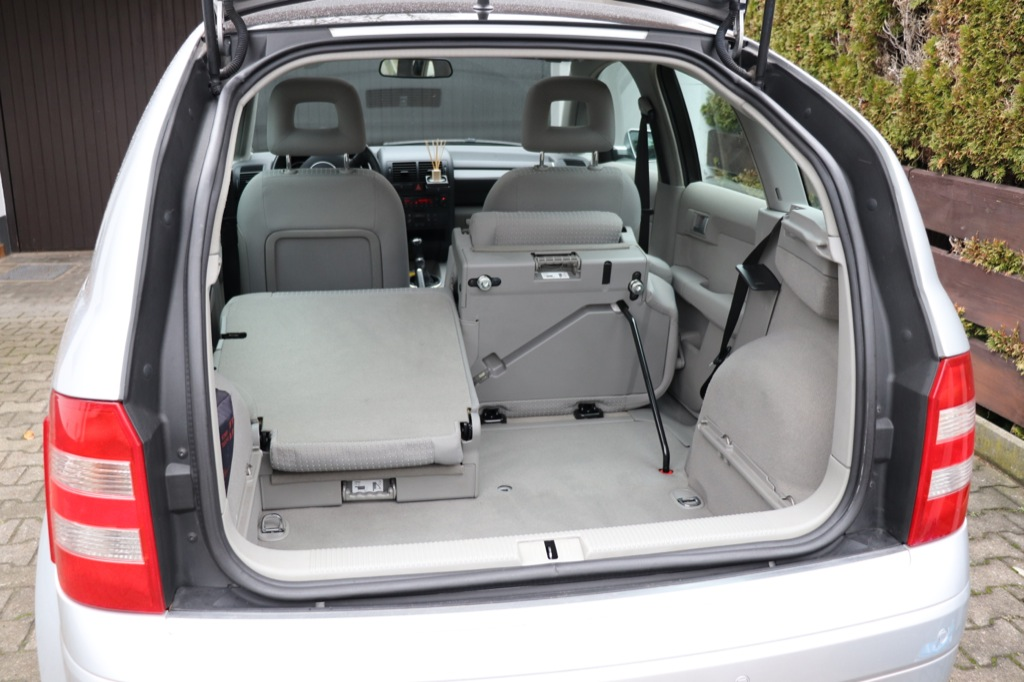
Exemple de sièges arrière rabattus

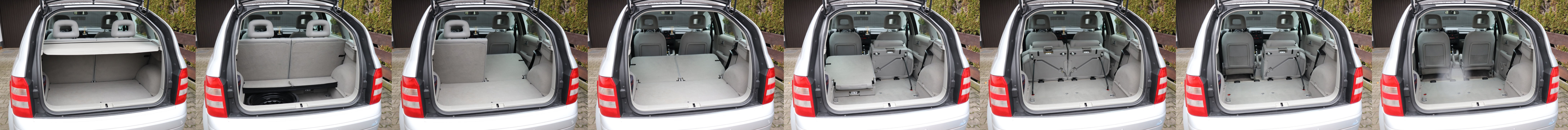
Grande variabilité intérieure

## Technologie
L'Audi A2 a un essieu avant à jambe de force MacPherson avec un triangle inférieur triangulaire et une barre anti-roulis et un essieu arrière à poutre torsadée. Elle dispose d'une direction électro-hydraulique à crémaillère et pignon, ce qui permet un rayon de braquage de 10,5 m. De plus, elle dispose d'un système anti-blocage des roues, ESP, avec assistance au freinage, blocage de différentiel électronique et un système antipatinage.

## Équipement

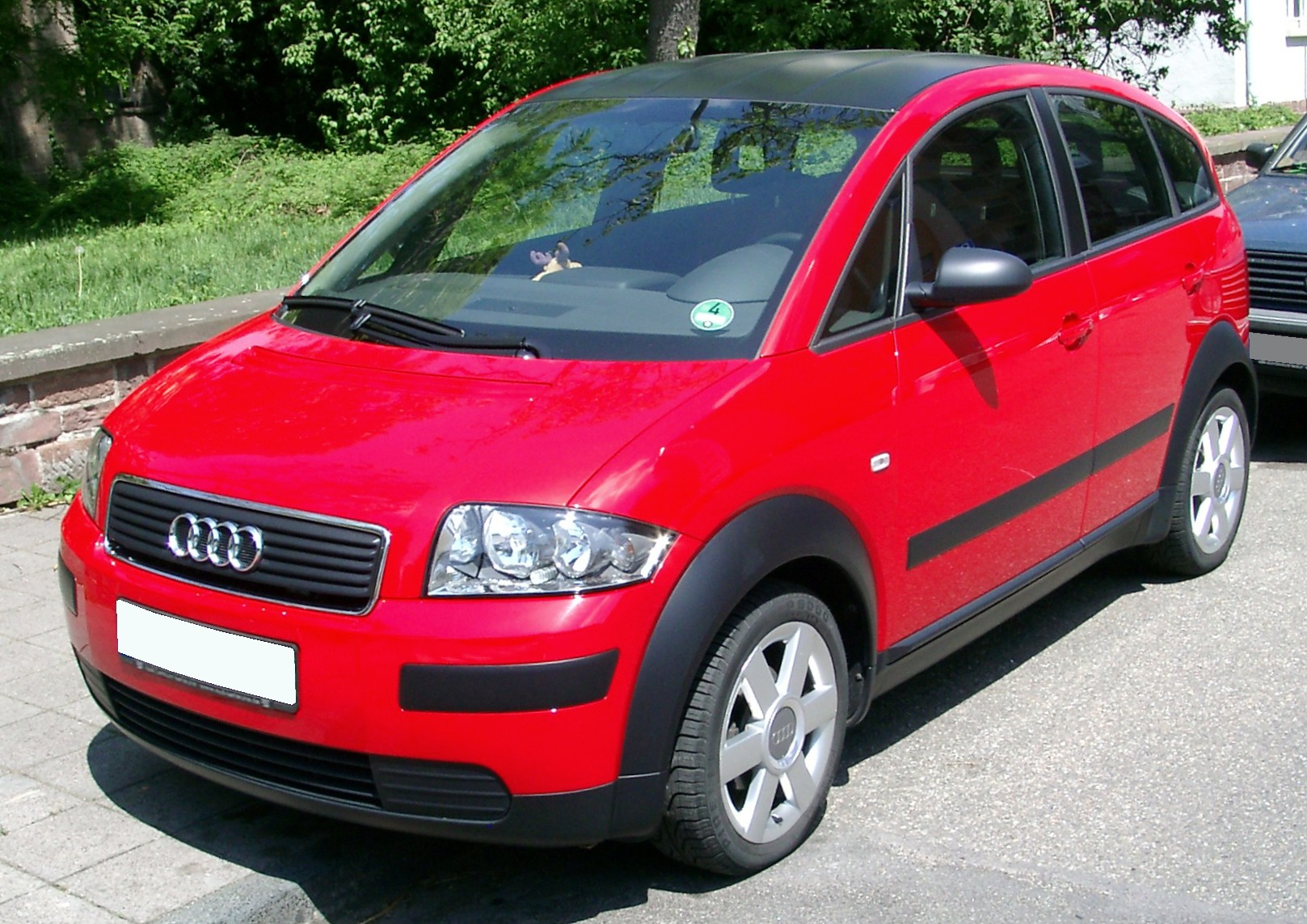
Audi A2 ColourStorm (disponible en tant que ligne d'équipement à partir de 2003).

En plus de nombreuses options supplémentaires correspondant à la norme habituelle du constructeur, les équipements suivants étaient disponibles :
- Advance : Radio Chorus, coffre à bagages avec double plancher, peinture métallisé ou nacré, climatisation automatique avec régulation en fonction du soleil et deux sièges arrière amovibles individuellement
- High-Tech : Toit en verre relevable Open Sky, aide au stationnement, préparation pour téléphone portable avec fonction mains libres et commande vocale
- Style : Rétroviseurs extérieurs et poignées de portes couleur carrosserie, télécommande de verrouillage centralisé, sièges conducteur et passager réglables en hauteur, miroir de pare-soleil éclairé, tapis de sol avec film antidérapant et jantes en fonte d'aluminium (6J×15)
- Style Plus : Volant à quatre branches en cuir avec airbag, jantes de 17 pouces en alliage et à neuf branches avec pneus 205/40 R17, miroirs de courtoisie éclairés dans les deux pare-soleil, télécommande radio pour le verrouillage centralisé avec verrouillage confort, tapis de sol à l'avant et à l'arrière, couture des housses de siège en rouge, bleu ou jaune, réglage manuel de la hauteur du siège pour le conducteur et le passager avant, boîtiers de rétroviseurs et poignées de porte peints couleur carrosserie, pommeau de levier de vitesses et soufflet de levier de vitesses en cuir, suspension sport S-line et film de protection contre les coups de pied sur les seuils
- S line Sport : Suspension sport, jantes en aluminium coulé (7J×17) à neuf branches, sièges sport à l'avant, support lombaire à l'avant et volant sport
- Xtend : À partir de 2001, l'équipement pour l'Autriche comprenait la climatisation automatique avec régulation en fonction du soleil, télécommande radio pour verrouillage centralisé avec verrouillage confort, siège conducteur et passager réglable en hauteur, rétroviseurs extérieurs et poignées de portes et du couvercle du coffre à bagages couleur carrosserie, coffre avec double plancher amovible et jantes alliage de 15 pouces (14 pouces pour le modèle avec moteur TDI de 1.2 L)

## Support technologique

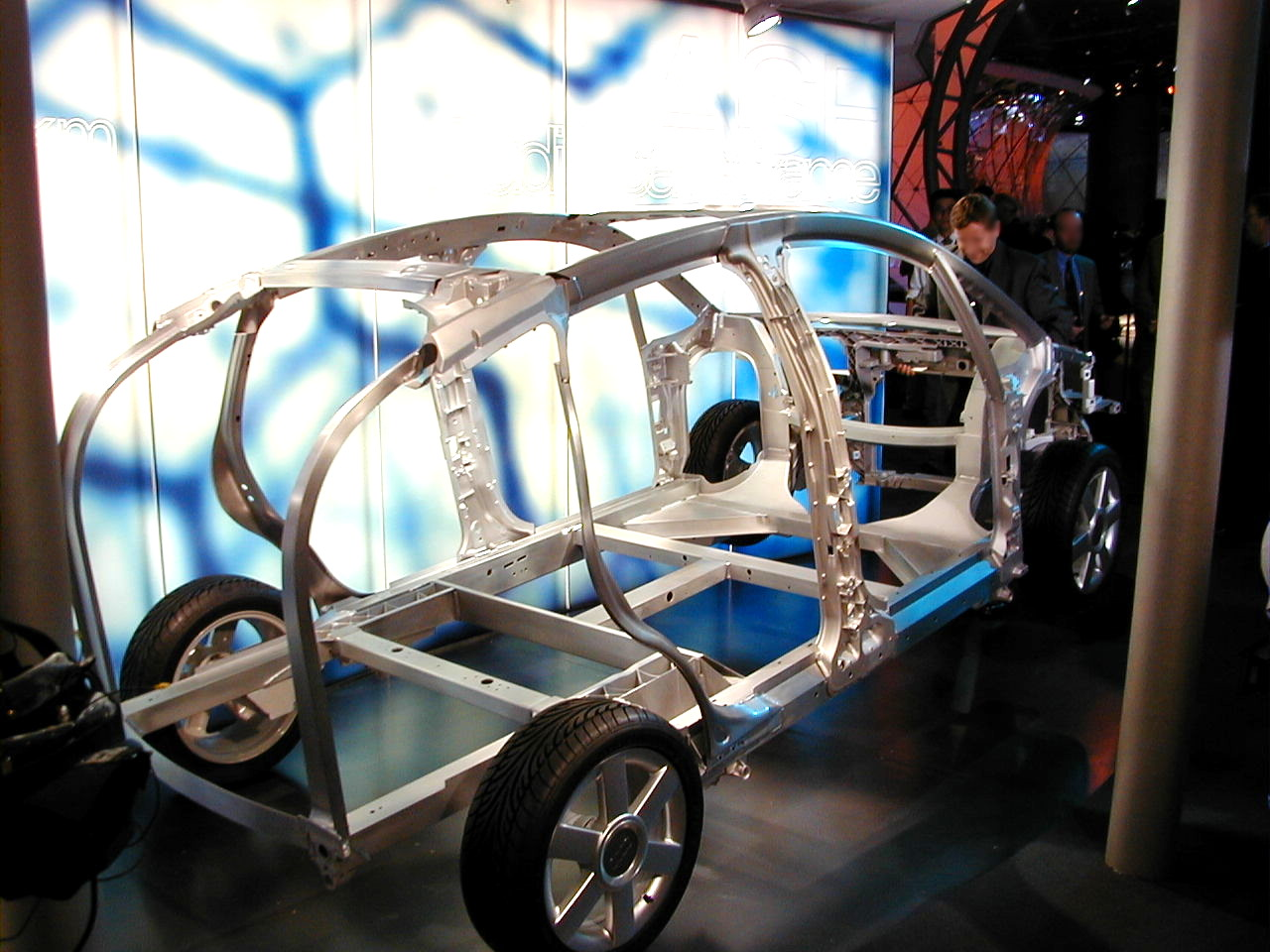
Le cadre spatial tubulaire léger de l'Audi A2 avec la technologie Space Frame, présenté pour la première fois à l'IAA de 1999

Selon Audi AG, de nouvelles technologies et de nouveaux concepts ont été utilisés pour la première fois en grande série tant dans la conception que dans la production du véhicule. L'A2 a une carrosserie en aluminium basée sur la technologie Space-Frame d'Audi, autrement uniquement utilisée sur l'Audi A8 de l'époque.
En 2004, Audi a construit le véhicule de recherche A2H2 Fuel Cell Hybrid Vehicle, un véhicule à pile à combustible basé sur l'A2 pour la recherche. Elle contenait une pile à combustible à membrane d'échange de protons à base d'hydrogène de 66 kW avec 3 réservoirs à 350 bar et un total de 1,8 kg d'hydrogène. Un accumulateur nickel-hydrure métallique de 38 kW a été installée en tant que tampon pour la récupération, et un moteur synchrone de 66 kW fait office de moteur.

## Classification
Un problème avec l'Audi A2 est sa classification dans l'une des catégories habituelles telles que citadine polyvalente, automobile compacte ou minispace. L'Audi A2 a été développée en tant que concurrente directe de la Mercedes Classe A et elle lui correspond en taille et en prix du neuf. Les deux véhicules sont très courts et ont un habitacle comparable, mais elles sont plus haute qu'une Volkswagen Golf IV (la longueur et l'empattement correspondent largement à ceux d'une Volkswagen Polo III). Il était néanmoins possible pour Mercedes d'établir la Classe A en tant que concurrente directe de la Volkswagen Golf, car ils n'avaient auparavant pas de modèle dans cette catégorie - contrairement à Audi, qui avait déjà un véhicule dans la catégorie des automobiles compactes avec l'Audi A3.
Le nom "A2" montre déjà qu'elle était placée "en dessous de l'A3". Cela a conduit au dilemme que ces deux véhicules, la Classe A et l'A2, qui étaient très similaires en termes de concept et de taille, ont été signalés à la Kraftfahrt-Bundesamt dans différentes catégories de véhicules par leurs fabricants. Dans les statistiques de répartition de l'Allgemeiner Deutscher Automobil-Club, l'A2 est une "citadine polyvalente" et la classe A une "automobile compacte".

## Commentaires
Grâce à sa haute fiabilité, l'A2 se positionne pendant cinq années (2000-2005) à la meilleure place des statistiques de panne européennes du segment A des petites voitures dites citadines, avant d'en être détrônée par la MINI de BMW. Selon les statistiques de l'Allgemeiner Deutscher Automobil-Club, l'A2 a atteint la première place de sa catégorie dans les années 2003 à 2008. Le véhicule a également pris la première place dans les statistiques de Technischer Überwachungsverein (TÜV) en 2004 car il était exempt de défauts. L'A2 s'améliore aussi en raison de ses très faibles émissions de polluants. Notamment pour la version à moteur TDI de 1,2 litre, dont l'éventuelle conversion à la norme D4, même sans filtre à particules, lui vaut la vignette verte (application spéciale de TÜV Bamberg).

## Concept Audi A2 de 2011

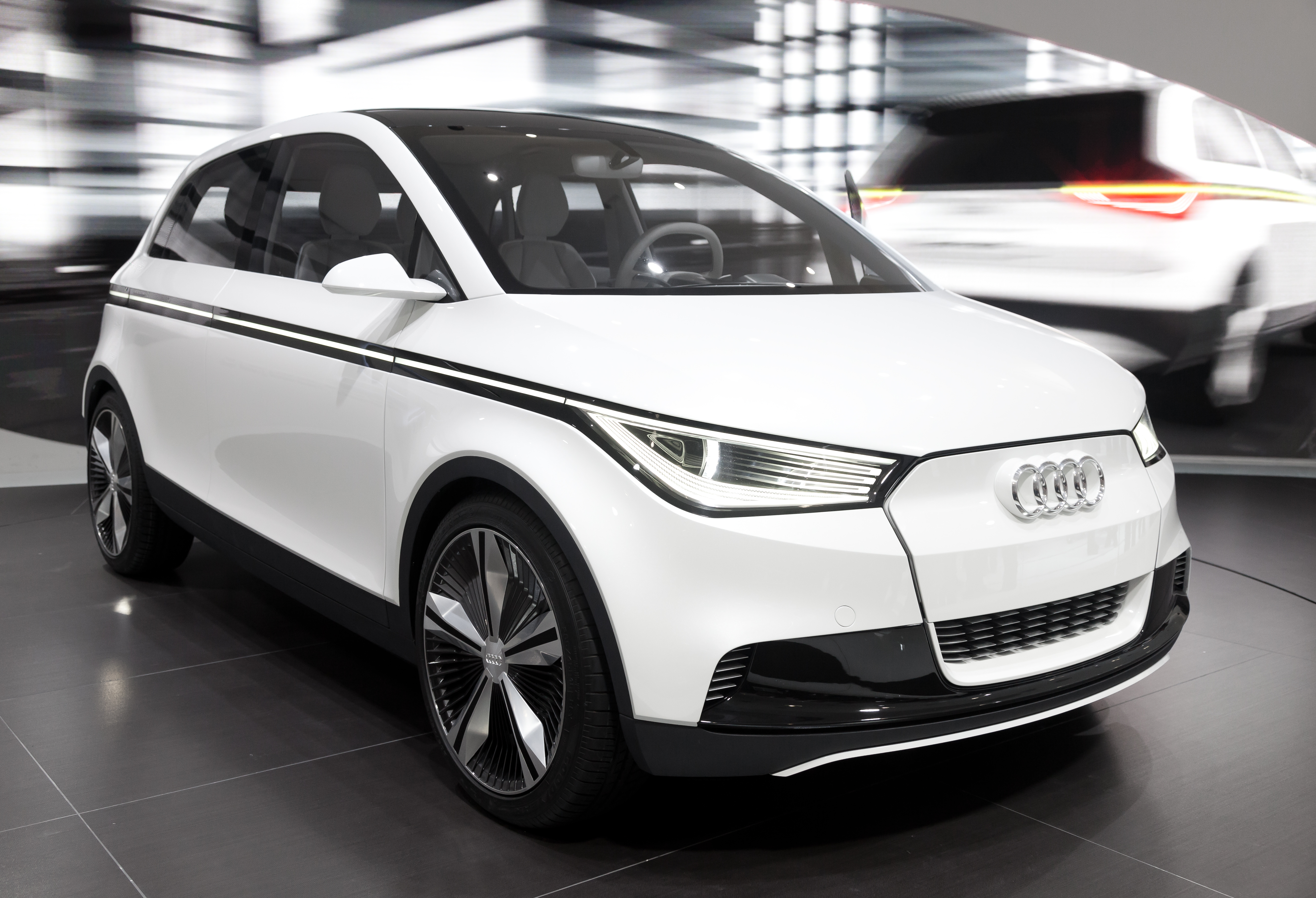
Concept Audi A2 de 2011

En réaction au développement du véhicule megacity de BMW, Audi a présenté à l'IAA de 2011 un successeur à l'A2 en tant que concept car, qui devait entrer en production de série en 2015/2016 avec une propulsion purement électrique,, mais il était également destiné à une propulsion hybride,. Le concept car quatre places à traction avant était équipé d'un moteur électrique de 85 kW/116 ch, accélérait jusqu'à 100 km/h en 9,3 secondes et avait une vitesse de pointe de 150 km/h avec une autonomie de 200 kilomètres.
Début 2013, Audi a annoncé l'arrêt de plusieurs projets annoncés dans les médias sous le nom d'"Audi e-tron". Alors que la BMW i3 est disponible depuis novembre 2013, Audi a cessé de développer une nouvelle A2 afin de pouvoir "se concentrer davantage sur les grandes séries à l'avenir",.

## Chiffres de la demande et de la production
L'A2 est fabriquée de novembre 1999 à juillet 2005 dans l'usine de Neckarsulm. Devant le manque de succès commercial et les coûts de production élevés dus aux coûts d'achats de l'aluminium et aux procédés spécifiques d'emboutissage, soudure, peinture de ce matériau, la direction d'Audi décide de stopper prématurément, environ un an avant la fin programmée, sa commercialisation, après 176 205 exemplaires, parmi celles-ci, 6450 étaient des versions 3L (avec le moteur TDI de 1.2 L). Entre 2000 et 2006, 93 084 Audi A2 ont été nouvellement immatriculées en Allemagne. Le second marché est le Royaume-Uni, suivi des Pays-Bas. Dans ces pays, cette voiture est l'objet de plusieurs clubs d'amateurs et a acquis, depuis 2015 environ, le statut de voiture culte. Ceci se manifeste par la publication d'ouvrages et de reportages ainsi que par des rassemblements régionaux et internationaux.
Afin de stimuler les ventes relativement atones, Audi a lancé sur le marché le modèle spécial «colour.storm» en 2003. À l'extérieur, cela se caractérisait par des couleurs plus accrocheuses avec un toit noir mat contrastant et des pièces en plastique noir sur les ailes, les portes et les pare-chocs. Mais ce modèle n'a pas non plus apporté d'inversion significative dans la tendance des chiffres de vente.
Nombres d'unités produites:
| Année          | 1999 | 2000   | 2001   | 2002   | 2003   | 2004   | 2005   | 2006  |
| -------------- | ---- | ------ | ------ | ------ | ------ | ------ | ------ | ----- |
| Ventes totales | —    | 32.164 | 49.369 | 37.578 | 27.323 | 19.745 | 10.026 | (198) |
| France         |      |        |        |        | 1.509  |        |        |       |

Avec 26 434 unités, 2001 a été l'année la plus réussie pour les ventes. Au 1er janvier 2020, 49 215 unités étaient encore immatriculées, dont 2 034 versions 3L (avec moteur TDI de 1.2 L).
Les volumes de ventes de l'A2 se sont révélés largement insuffisants pour rentabiliser le véhicule. Les pertes d'Audi sont colossales : on les estime à 1,3 milliard d'euros, soit 7 530 € pour chaque A2 écoulée.
Sur le marché allemand de l'occasion, l'évolution des prix s'est inversée vers 2015, la valeur d'exemplaires bien entretenus est en nette hausse. Des exemplaires qui avaient un prix de vente de 17 000 € en 2005, qui sont en bon état et n'ont parcouru que quelques kilomètres, avaient un prix de revente de 10 000 € en 2020. À mi-2021, tous les exemplaires avec moins de 50 000 km au compteur offerts sur les principales plateformes internet de véhicules d'occasion étaient en vente entre 6 000 € et 23 000 €.

## Conversions
- En 2009, l'« Association fédérale de la mobilité solaire » a présenté une conversion de l'A2 en véhicule électrique, qui, à l'époque, était capable de parcourir une distance de 600 km avec une conduite prudente[26],[27].

- L'Audi A2H2 est un prototype de véhicule à pile à combustible à hydrogène basé sur l'Audi A2, et présenté en 2004.